# Nubes en el Horizonte
«Nubes en el Horizonte» (título original: Clouds on the Horizon) es el vigésimo y penúltimo episodio de la segunda temporada de la serie de televisión animada estadounidense The Owl House. En el episodio, los Aquelarres contra el Emperador intentan encontrar una manera de detener el Día de la Unidad, que esencialmente mataría toda la vida en las Islas Hirvientes. El plan sigue a Eda Clawthorne tomando el lugar de Raine Whispers como jefe del Aquelarre de Bardos, mientras que Luz y sus amigos intentan detener la producción de Abomatons.
El episodio se estrenó el 21 de mayo de 2022 en Disney Channel y obtuvo 0,34 millones de espectadores cuando se estrenó. El episodio recibió atención crítica por presentar el primer beso entre personas del mismo sexo en un programa de Disney, entre dos de los personajes principales, Luz Noceda y Amity Blight.

## Trama
Mientras el Emperador Belos está preparando el portal al Reino Humano, el Coleccionista se pregunta si ha cambiado desde que Belos lo dejó y se burla de él por apenas poder mantener su forma humana. Después de que Belos intenta atacarlo sin éxito, el Coleccionista se queja de que el emperador no ha cumplido sus promesas. Belos le dice que tenga paciencia, ya que el Día de la Unidad comenzará pronto.
Mientras tanto, Alador se preocupa por las consecuencias del aumento del suministro de Abomatons a Belos, pero Odalia ignora las preocupaciones. Al mismo tiempo, Amity, Edric y Emira intentan escabullirse de la Mansión Blight, su casa, para intentar sabotear la producción de Abomatons. Sin embargo, Edric y Emira son atrapados por una abominación por tratar de quemar una de las fábricas de abominaciones, y Odalia finalmente castiga a los tres.
En el escondite de Covens Against the Throne (CAT), la tripulación intenta descubrir cómo detener el Día de la Unidad en 24 horas, donde Belos usaría un hechizo de drenaje para exterminar toda la vida en las Islas Hirvientes. Eda Clawthorne menciona que si bien el hechizo no se puede detener, se puede detener deformando el hechizo mismo. A Eda se le ocurre el plan de reemplazar a Raine Whispers como jefe del Aquelarre de Bardos, pero le preocupa tener que llevar un sigilo. En el proceso, Luz Noceda completa su Taliamigo, que talla en un huevo, queriendo que el Taliamigo decida su propio futuro.
La tripulación de CAT aborda una aeronave para encontrarse con Willow Park, Gus Porter y Hunter. Hunter, a quien se le ordenó proteger a Luz bajo las órdenes de su mentor Darius Deamonne, le dice a Luz que no le diga a Willow y Gus que es un Grimwalker. Luego, el grupo llega a la Mansión Blight para rescatar a Amity. Luz se encuentra con Amity en la habitación de esta última y comparten un momento romántico juntas, con Luz prometiendo una cita pacífica en el futuro y Amity dándole un beso después.
Mientras tanto, Eda está preparada para tomar el lugar de Raine como jefe del Aquelarre de Bardos. Raine inicialmente está preocupade porque Eda nunca podrá volver a realizar magia salvaje, pero finalmente Raine acepta el plan y Eda es marcada con el sigilo.
Luz, Amity, Hunter, Willow y Gus intentan infiltrarse en Industrias Blight para detener la producción de Abomatons. Mientras hace guardia, King finalmente tiene una conversación con Alador, quien se queja de lo mal que lo ha tratado su esposa desde que se casaron y de cómo quiere cuidar mejor a sus hijos. King, luego, le revela la verdad sobre el Día de la Unidad a Alador.
Mientras intentan infiltrarse en el laboratorio de Alador, Odalia atrapa al grupo. Amity le ruega a Odalia que se detenga, ya que todas las brujas esencialmente morirán, pero Odalia permanece imperturbable e ignorante del reclamo. Odalia encierra al grupo y Kikimora, la asistente de Belos, revela que el Aquelarre del Emperador conocía el plan de los CAT. Inmediatamente después, King y Alador irrumpen y luchan contra Odalia, quien revela que sabía sobre las intenciones genocidas de Belos y la verdadera naturaleza del Día de la Unidad, apoyándolo debido a que Belos la engañó para que pensara que se salvaría y sería recompensada con una vida de la realeza. Kikimora captura a Hunter, mientras que Alador, completamente disgustado con la traición de su esposa a su gente, destruye todos los Abomatons, el edificio de Industrias Blight y la línea de producción, mientras que Amity la repudia. Cuando el grupo aborda la aeronave, se revela que «Hunter» es en realidad Luz, debido a un hechizo de ilusión, con Kikimora camino a Belos con Luz.

## Producción
Según Rebecca Bozza, miembro asociado del equipo de producción del programa, se cortó una escena en la que Hunter intentaba unirse a Luz en la Mansión Blight para ver a Amity. La escena mostraba a Hunter siendo detenido por Willow y Gus para dejar que Luz besara a Amity a solas, para disgusto de Hunter. Willow y Gus finalmente explican que Luz y Amity se merecían un momento juntas a solas, y que Hunter lo entendería «cuando sea mayor», a pesar de que Hunter es el mayor del grupo.

## Recepción crítica
Lee Arvoy, escritor de TV Source Magazine, elogió el episodio por ser una buena introducción al final de temporada, elogiando la relación entre el Emperador Belos y El Coleccionista, el beso de Luz y Amity, y la relación de Raine Whispers y Eda Clawthorne.

### Escena del beso de Luz y Amity
Cerca del final del episodio, dos de los personajes principales del programa, Luz Noceda y Amity Blight, compartirían un beso después de que Luz le prometiera a Amity una cita una vez que terminara el Día de la Unidad. La escena marcó el primer beso entre personas del mismo sexo en un programa o serie animada de Disney Channel. La escena recibió elogios por mostrar un beso entre personas del mismo sexo, y muchos elogiaron la progresividad del programa en la televisión infantil. Jade King, escritora de TheGamer, escribió que la escena, junto con el programa en sí, fue pionera en la televisión infantil en términos de aceptación del amor entre personas del mismo sexo en los medios, y dijo que «The Owl House se ha establecido como uno de los programas animados más progresistas de la historia y será recordado, junto con un puñado de otros pioneros, como un momento en el que las cosas comenzaron a cambiar. Donde quién eres, cómo te ves y de quién te enamoras no es un punto de discusión en los medios, sino un aspecto de la normalidad. La relación de Luz y Amity es una piedra angular de ese mensaje, y alcanzó un nuevo crescendo en el episodio de esta semana». Heather Hogan, escritora de la revista LGBT Autostraddle, elogió a la creadora del programa, Dana Terrace, diciendo que «no tenía ninguna duda de que la creadora Dana Terrace iba a pelear a puñetazos con Mickey Mouse para que esto sucediera... a diferencia de otras caricaturas que han allanado el camino con sus besos queers, esta está dirigida a audiencias aún más jóvenes. Por el momento, Disney tiene demasiado miedo de mencionar siquiera casualmente que un personaje heterosexual tiene padres homosexuales fuera de la pantalla. Terrace los ha presionado para que sean exactamente quienes deben ser en este momento».